# 西之島町
西之島町（日语：／ Nishinoshima chō */?）是位於隱岐群島西之島上的一町，為隱岐群島上次于隱岐之島町的第2大町。

## 地理
西之島為海底火山爆發後所形成之島嶼，島上的燒火山即為火山口的位置，而後火山陷落後形成了破火山口的地形，因而成為現在的三座島嶼。
島上可分為「內海側」與「外海側」，內海側指的是與中之島（海士町）、知夫里島（知夫村）接鄰的一側，此區與另外兩島共同圍繞一內海，並具有良好的港口，因此島上主要聚落都位於此側。而外海側幾乎都維海蝕斷崖，因此聚落較少，僅西北有一個聚落。
由於主要魚場位於外海側，而港口都位於內海側，因此在1915年島上中央部分開鑿了運河，讓內海側的漁船可以直接前往漁場，無須再繞行島嶼一圈。

## 歷史

### 年表
- 1904年4月1日：實施町村制，現在轄區在當時分屬知夫郡：浦鄉村、黑木村。
- 1946年11月3日：浦鄉村改制為浦鄉町。
- 1957年2月11日：浦鄉町與黑木村合併為西之島町。
- 1969年4月1日：知夫郡與海士郡、周吉郡、穩地郡合併為隱岐郡。

### 變遷表
| 1904年4月1日 | 1904年 - 1926年 | 1926年 - 1954年      | 1955年 - 1989年        | 1989年 - 現在          | 現在                   |
| ------------ | --------------- | -------------------- | ---------------------- | ---------------------- | ---------------------- |
| 浦鄉村       | 浦鄉村          | 1946年11月3日 浦鄉町 | 1957年2月11日 西之島町 | 1957年2月11日 西之島町 | 1957年2月11日 西之島町 |
| 黑木村       |                 |                      | 1957年2月11日 西之島町 | 1957年2月11日 西之島町 | 1957年2月11日 西之島町 |

## 觀光景點
- 國賀海岸

## 本地出身之名人
- 田中美佐子（女演員）
- 濱根隆（藝人）

## 外部連結
- （英文） 西之島町官方網頁
- （日語） 西之島町觀光協會
- （日語） 西之島町商工會（页面存档备份，存于）